# Atletica leggera ai Giochi della VIII Olimpiade - Corsa campestre a squadre

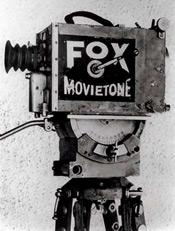
Video della corsa (durata: 6'09")

La competizione della corsa campestre a squadre di atletica leggera ai Giochi della VIII Olimpiade si tenne  il giorno 12 luglio 1924 sulla distanza di 10.650 metri su un circuito esterno allo stadio con arrivo nello Stadio di Colombes.

## Risultati
Non si disputa una gara appositamente per assegnare questo titolo. La classifica è composta sulla base dei risultati della corsa campestre individuale.
| Pos.    | Atleta        | Nazione            | Piazzamento | Punti | Totali |
| ------- | ------------- | ------------------ | ----------- | ----- | ------ |
| Oro     | Finlandia     | Paavo Nurmi        | 1°          | 1     | 11     |
| Oro     | Finlandia     | Ville Ritola       | 2°          | 2     | 11     |
| Oro     | Finlandia     | Heikki Liimatainen | 12°         | 8     | 11     |
| Oro     | Finlandia     | Väinö Sipilä       | Rit.        | -     | 11     |
| Oro     | Finlandia     | Eino Rastas        | Rit.        | -     | 11     |
| Oro     | Finlandia     | Eero Berg          | Rit.        | -     | 11     |
| Argento | Stati Uniti   | Earl Johnson       | 3°          | 3     | 14     |
| Argento | Stati Uniti   | Arthur Studenroth  | 6°          | 5     | 14     |
| Argento | Stati Uniti   | August Fager       | 8°          | 6     | 14     |
| Argento | Stati Uniti   | James Henigan      | 11°         | -     | 14     |
| Argento | Stati Uniti   | John Gray          | Rit.        | -     | 14     |
| Argento | Stati Uniti   | Verne Booth        | Rit.        | -     | 14     |
| Bronzo  | Francia       | Henri Lauvaux      | 5°          | 4     | 20     |
| Bronzo  | Francia       | Gaston Heuet       | 10°         | 7     | 20     |
| Bronzo  | Francia       | Maurice Norland    | 15°         | 9     | 20     |
| Bronzo  | Francia       | Robert Marchal     | Rit.        | -     | 20     |
| Bronzo  | Francia       | André Lausseigh    | Rit.        | -     | 20     |
| Bronzo  | Francia       | Lucien Dolquès     | Rit.        | -     | 20     |
| -       | Gran Bretagna | Ernie Harper       | 4°          | -     | -      |
| -       | Gran Bretagna | Arthur Sewell      | Rit.        | -     | -      |
| -       | Gran Bretagna | John Benham        | Rit.        | -     | -      |
| -       | Gran Bretagna | Eddie Webster      | Rit.        | -     | -      |
| -       | Gran Bretagna | Joseph Williams    | Rit.        | -     | -      |
| -       | Italia        | Carlo Martinenghi  | 7°          | -     | -      |
| -       | Italia        | Carlo Speroni      | Rit.        | -     | -      |
| -       | Spagna        | Fabián Velasco     | 13°         | -     | -      |
| -       | Spagna        | Miguel Peña        | 14°         | -     | -      |
| -       | Spagna        | José Andía         | Rit.        | -     | -      |
| -       | Spagna        | Jesús Diéguez      | Rit.        | -     | -      |
| -       | Spagna        | Amador Palma       | Rit.        | -     | -      |
| -       | Spagna        | Miguel Palau       | Rit.        | -     | -      |
| -       | Svezia        | Edvin Wide         | Rit.        | -     | -      |
| -       | Svezia        | Sven Thuresson     | Rit.        | -     | -      |
| -       | Svezia        | Sidon Ebeling      | Rit.        | -     | -      |
| -       | Svezia        | Gösta Bergström    | Rit.        | -     | -      |